# Bezirksschulhaus Zofingen

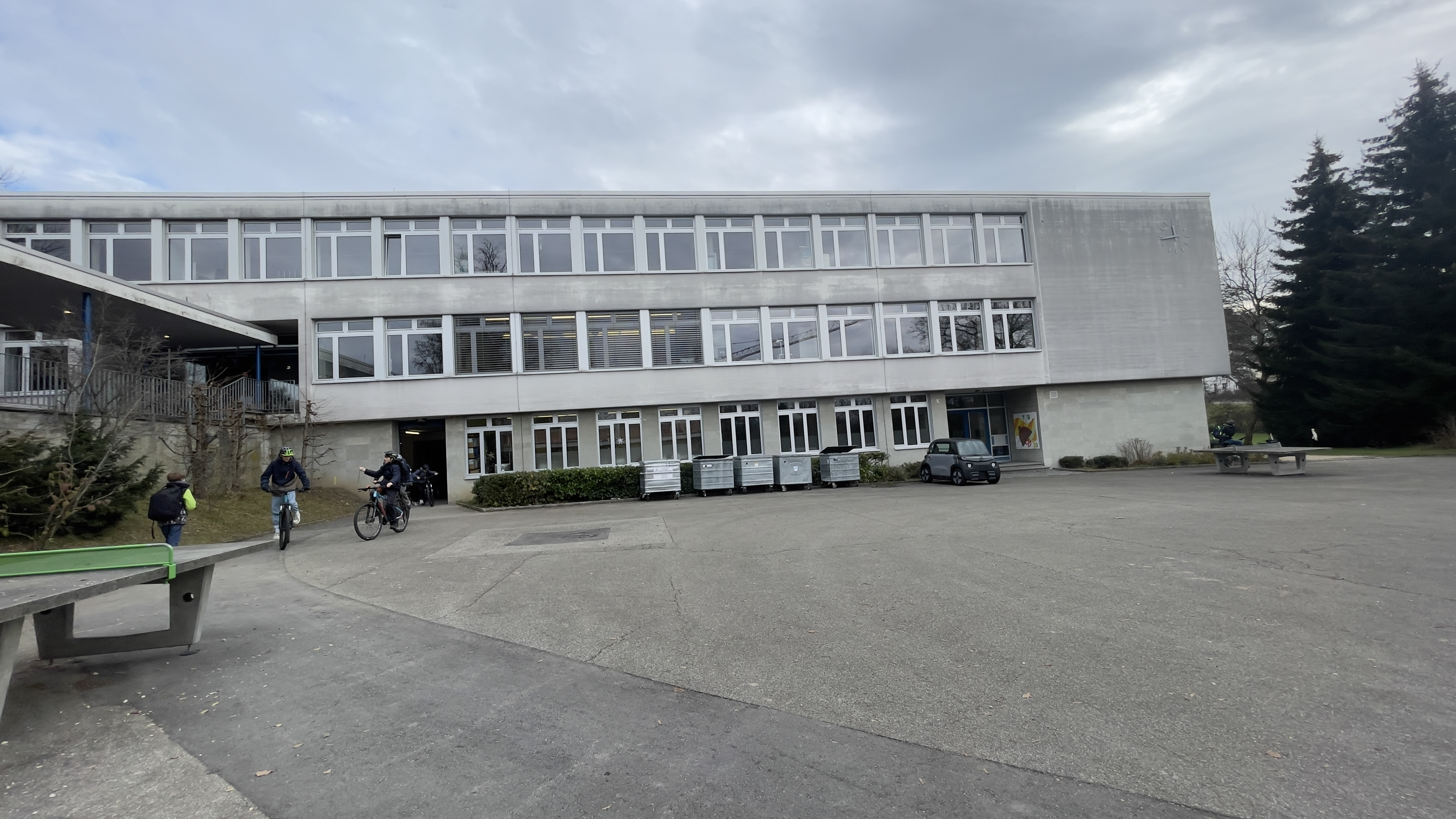
Bezirksschulhaus Zofingen Pausenplatz

Das Bezirksschulhaus Zofingen in der Stadt Zofingen im Schweizer Kanton Aargau wurde nach Plänen des Architekten Roland Rohn von 1956 bis 1958 errichtet. Es steht in einer durchgehenden Grünflächenstruktur, die Zofingens Altstadt mit dem angrenzenden Wald verbindet.
Die Schule befindet sich östlich der Altstadt Zofingen an einer höheren Lage als das Gemeindeschulhaus.

## Konzept
Sämtliche baulichen Einrichtungen sind auf einen Hauptbau zentriert, bei dem die weitläufigen Klassenzimmer um einen grossen Porch-Wintergarten angeordnet sind. Den zentralen Komplex erweitern leicht abgesetzte Pavillonbauten für den Sportunterricht und eine Sporthalle. Die Baukörper sind über einen überdachten Verbindungsgang miteinander verbunden. Die Gestaltung der Fassade ist eine Kombination von Muschelkalkplatten und Sichtbeton.

## Bezirksschule
Die Bezirksschule ist eine der drei Oberstufentypen im Kanton Aargau. Die Oberstufe umfasst alle schulpflichtigen Kinder der Klassen 7 bis 9. Dies entspricht den Altersstufen von etwa 12 bis 16 Jahren. Ausserdem gibt es die Realschule und die Sekundarschule, die aber im Gemeindeschulhaus Zofingen untergebracht sind. Die Bezirksschule umfasst 316 Schüler und 27 Lehrpersonen.

## Oberstufenzentrum
Bei der Abstimmung vom März 2023 über einen Neubau für die Oberstufe Zofingen hat das Stimmvolk von Zofingen mit 82 Prozent deutlich Ja gesagt. Im Jahre 2027/2028 soll das neue Oberstufenzentrum in Betrieb genommen werden. Das bedeutet, dass die ganze Oberstufe ins Oberstufenzentrum verlegt wird und das alte Schulhaus nicht mehr dazu genutzt wird. Die Turnhalle der Bezirksschule wird dabei abgerissen und durch einen Velokeller ersetzt.

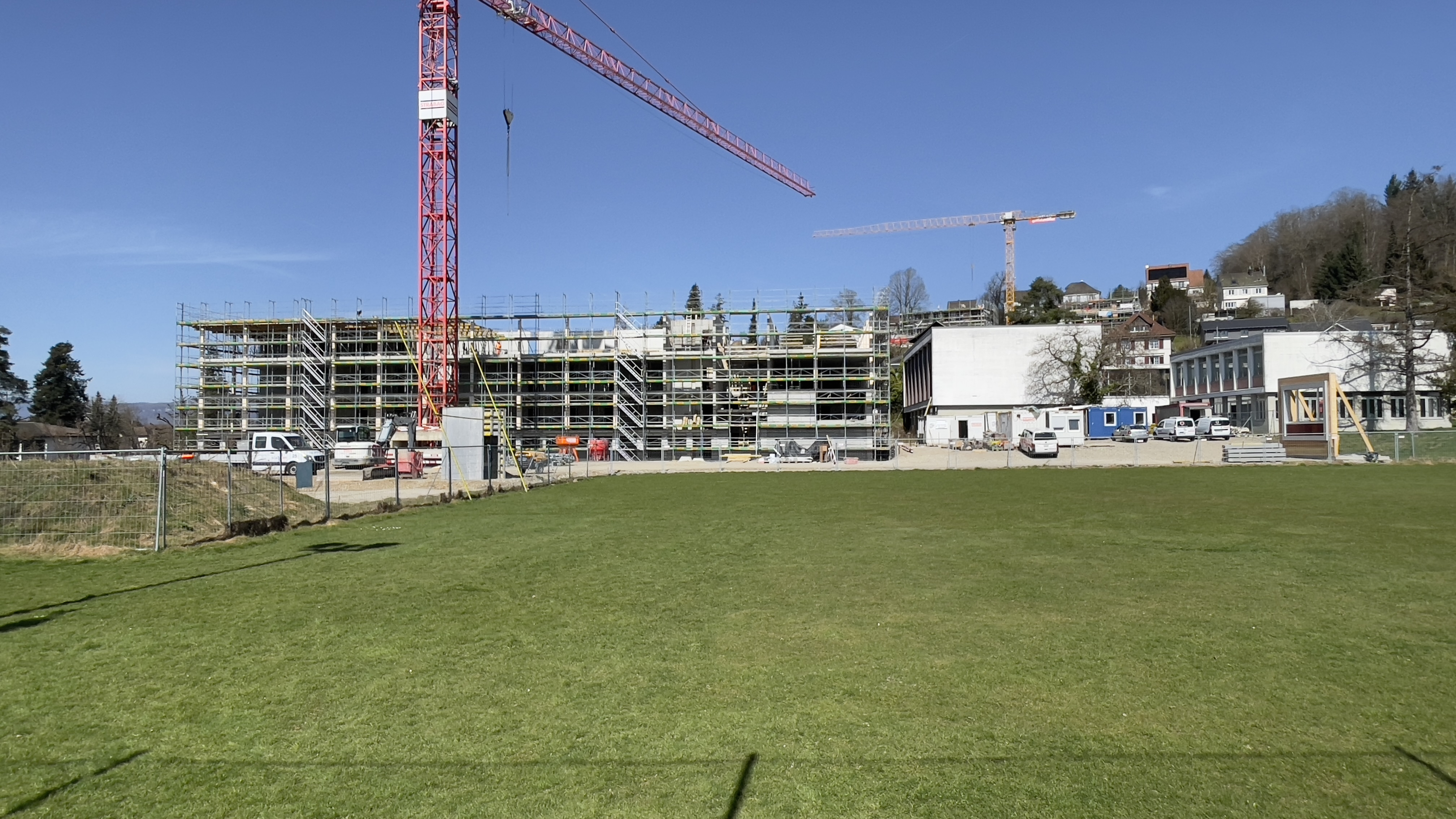
Baustelle der Oberstufenzentrum (Stand 20. März 2025)

## Heimatschutz
Die Schule in Zofingen ist innerhalb der letzten Jahre zu einem Kulturobjekt von besonderer Bedeutung geworden. Der Bau ist im roten Verzeichnis der Denkmäler des Schweizer Heimatschutzes eingetragen. Nach einem Beschluss des Einwohnerrates soll das Gebäude trotz den künstlerischen Schutzmassnahmen von Zofingen nicht auf die Nutzung verzichten.